# Voragonema
Genre
Synonymes
- genre Pectis Haeckel, 1879 (préféré par NCBI)[2]

Voragonema est un genre de trachyméduses (hydrozoaires) de la famille des Rhopalonematidae.

## Liste d'espèces
Selon World Register of Marine Species (10 mars 2019) :
- Voragonema laciniata Bouillon, Pagès & Gili, 2001
- Voragonema pedunculata Bigelow, 1913
- Voragonema profundicola Naumov, 1971
- Voragonema tatsunoko Lindsay & Pages, 2010

## Publication originale
(ru) Donat Vladimirovich Naumov, « Гидроидные и сцифоидные медузы из Курило-Камчатского желоба » [« Méduses hydroïdes et scyphoïdes de la fosse des Kouriles »], Trudy Instituta Okeanologii, vol. 92,‎ 1971, p. 9-17. 